# 3AM 3D
3 AM 3D är en thailändsk skräckfilm från 2012 i regi av Pussanont Tummajira, Kirati Nakintanont och Isara Nadee. Filmens handling är uppdelad i tre olika delar och baseras på vad som händer runt klockan 3 på natten, då spöken sägs vara som mest aktiva.

## Episoder
Horror head handlar om två systrar som motvilligt tvingas ta hand om föräldrarnas peruk-affär medan dessa är på en resa i Kina. Medan de grälar om olika saker börjar mystiska ljud höras i affären.
Corpse bride beskriver hur en ung begravningsentreprenör har fått i uppdrag att ta hand om ett ungt par som avlidit i samband med en olycka kort före bröllopet. Inom kort börjar han få känslor för den avlidna bruden.
OT-Overtime Två högt uppsatta unga män älskar att spela spratt med sina anställda på kontoret men upptäcker en sen kväll att de kanske har gått över gränsen.